# Походження (фільм, 2009)
Походження (англ. Creation) — британська біографічна драма 2009 року про стосунки Чарльза Дарвіна з його дружиною Еммою та його спогади про їхню старшу доньку Енні, коли він намагається написати працю «Про походження видів». Фільм режисера Джона Аміеля, у якому в головних ролях знялася пара Пол Беттані та Дженніфер Коннеллі в ролях Чарльза та Емми Дарвін, є дещо вигаданою розповіддю, заснованою на біографії Дарвіна Рендала Кейнса «Скриня Енні».

## Сюжет
Британський натураліст Чарльз Дарвін — молодий батько, який живе тихим життям в ідилічному селі. Це геніальний і глибоко емоційний чоловік, відданий своїй дружині та дітям. Дарвін особливо любить свою старшу доньку Енні, допитливу десятирічну дівчинку. Він багато розповідає їй про природу і науку, в тому числі про свою теорію еволюції, і розповідає їй історії про свої подорожі. Її улюблена історія, незважаючи на сумний кінець, про молоду самку орангутанга Дженні, яку привезли з Борнео в Лондонський зоопарк, де вона врешті-решт померла від запалення легенів на руках свого доглядача. Дарвін розлютився, коли дізнався, що священик сім'ї змусив Енні стати навколішки на кам'яну сіль як покарання за суперечку з ним про динозаврів, які, як вона вважає, давно вимерли. Це суперечить позиції їхньої церкви про те, що життя є незмінним і що Земля дуже молода — креаціонізм молодої Землі — це нещодавня єресь, яку адвентисти сьомого дня прийняли за догму.
Повернувшись зі своєї експедиції на Галапагоських островах 15 роками раніше, Дарвін все ще намагається закінчити рукопис про свої знахідки, в якому буде сформульована його теорія еволюції. Затримка викликана занепокоєнням щодо його стосунків з ревно віруючою дружиною Еммою, яка принципово виступає проти його ідей, що становлять загрозу усталеній англіканський теології. Емма хвилюється, що вона може потрапити на небеса, а він — ні, і це розлучить їх назавжди.
У фільмі Енні, через спогади та галюцинації Дарвіна, постає як жива примара, яка спонукає батька подолати свої страхи і завершити його велику роботу. Очевидно, що Енні померла, і що її смерть є забороненою темою для Дарвіна та Емми, оскільки обидва відчувають сильну провину за її смерть. В результаті напружених стосунків між Чарльзом та Еммою вони повністю припиняють займатися сексом. Змучений, Дарвін починає страждати від загадкової, виснажливої хвороби.
З'ясовується, що після того, як Енні захворіла в 1851 році, Дарвін проти волі Емми везе її до містечка Малверн у Вустерширі на лікування водою Джеймса Менбі Галлі. Стан Енні погіршується, і вона зрештою помирає після того, як батько, на її прохання, ще раз розповідає їй історію Дженні. Дарвін спустошений, і її смерть загострює його переконання, що природні закони діють без божественного втручання. Для його сучасників ця ідея була настільки небезпечною, що здавалася загрозою існуванню Бога (насправді найбільшими прихильниками Дарвіна були віруючі люди). У коробці з кабінету Дарвіна ми знаходимо нотатки та спостереження, які згодом стануть працею «Про походження видів».
Прочитавши його 230-сторінковий конспект, друзі Дарвіна з наукової спільноти Джозеф Далтон Гукер і Томас Генрі Хакслі також підбадьорюють його. Хакслі із захопленням каже Дарвіну, що своєю теорією він «убив Бога», і це наповнює Дарвіна жахом. У своїх галюцинаціях він також відчуває, що Енні не схвалює його зволікання.
У 1858 році Дарвін отримує листа від Альфреда Рассела Уоллеса, в якому на 20 сторінках детально описуються ті ж результати, що й у Дарвіна. Він відчуває змішані почуття з цього приводу: можливо, вся його праця була марною, але з іншого боку, оскільки йому не доведеться писати книгу, розлад з Еммою загоїться. Однак друзі Дарвіна закликають його продовжувати, адже його книга набагато всебічніша.
Після лікування в Малверні Дарвін здійснює паломництво до готелю, де померла Енні. Ця подорож знаменує собою зміни в ньому; повернувшись додому, він може відновити зв'язок з дружиною, і вони вперше говорять один з одним про свої страхи і горе через смерть Енні. Вони обговорюють, зокрема, можливість того, що Енні померла через генетичну слабкість, адже Дарвін і Емма — двоюрідні брат і сестра. Їхня нова відданість відновлює здоров'я Дарвіна, і він може продовжити свою роботу. Віра Емми в їхній шлюб також відновлюється, і вона повертає сили підтримувати його суперечливу роботу. Дарвін вирішує, що рішення про публікацію його праці має прийняти Емма. Прочитавши рукопис, вона непомітно повертає його йому, адресувавши пакет видавництву Джона Мюррея в Лондоні. Емма визнає, що тепер вона «спільниця», але сподівається, що Бог простить їх обох.
Дарвін іде по доріжці, тримаючи пакет. Коли приходить листоноша, Дарвін хитається, ледь не відпускаючи його з порожніми руками. Листоноша їде геть, не підозрюючи про могутню ідею, яка ось-ось має вийти у світ. Поки Дарвін повертається додому, маленька фігурка Енні йде поруч з ним.

## У ролях
| Актор               | Роль                |
| ------------------- | ------------------- |
| Пол Беттані         | Чарльз Дарвін       |
| Дженніфер Коннеллі  | Емма Дарвін         |
| Марта Вест          | Енн Дарвін          |
| Фрейя Паркс         | Етті Дарвін         |
| Крістофер Данкін    | Джордж Дарвін       |
| Джин Гудмен         | Френк Дарвін        |
| Гаррісон Сансострі  | Леонард Дарвін      |
| Бенедикт Камбербетч | Джозеф Долтон Гукер |

| Актор              | Роль                         |
| ------------------ | ---------------------------- |
| Джеремі Нортем     | Преподобний Джон Броді Іннес |
| Тобі Джонс         | Томас Генрі Хакслі           |
| Білл Патерсон      | доктор Галлі                 |
| Роберт Гленістер   | сер Генрі Холланд            |
| Джим Картер        | Джозеф Парслоу               |
| Іен Келлі          | Роберт Фіцрой                |
| Зак Девіс          | Джеммі Баттон                |
| Анаболена Родрігес | Фуегія Баскет                |

## Фільмування
«Походження» — адаптація сценаристом Джоном Коллі «Скриньки Енні: Чарльз Дарвін, його дочка та еволюція людини», бестселера біографії Чарльза Дарвіна, написаного праправнуком Дарвіна Рендалом Кейнсом.
Виробництвом фільму займалася Recorded Picture Company Джеремі Томаса у співпраці з BBC Films та за фінансової підтримки фонду розвитку Британської кіноради. Більша частина зйомок, які були завершені в грудні 2008 року проходила в містечку Бредфорд-он-Ейвон у графстві Вілтшир, яке замінило Малверн, а також у будинку Дарвіна, Даун-хаусі в Кенті.

## Прем'єра
Світова прем'єра фільму відбулася 10 вересня 2009 року на Міжнародному кінофестивалі в Торонто під час гала-презентації на відкритті, і це був перший неканадський фільм з 1996 року, який удостоївся такої честі.
24 вересня 2009 року видання Variety повідомило, що <i>Newmarket Films</i> придбала права на фільм, який вийшов у прокат 22 січня у США.
Фільм вийшов у прокат у Великій Британії 25 вересня 2009 року, в Греції 15 жовтня 2009 року, в Японії 20 жовтня 2009 року (Токійський міжнародний кінофестиваль), в Новій Зеландії 24 грудня 2009 року, в Нідерландах 7 січня 2010 року, в Бельгії 20 січня 2010 року, а також у США та Канаді 22 січня 2010 року.
За словами продюсера Джеремі Томаса, Сполучені Штати були однією з останніх країн, які знайшли дистриб'ютора, через популярність суперечок про еволюцію та створення світу. Томас сказав, на початку вересня 2009 року наступне:
Для нас неймовірно, що в Америці це все ще дуже гаряча тема. Все ще існує велика віра в те, що Він [Бог] створив світ за шість днів. Нам, британцям, досить важко уявити собі релігію в Америці. Ми живемо в країні, яка вже не така релігійна. Але в США, за межами Нью-Йорка і Лос-Анджелеса, панує релігія.
Його коментарі в основній пресі та розголос навколо прем'єри в Торонто спровокували в Інтернеті флеймові війни між релігійними, атеїстичними, науковими та кіно спільнотами. Кількість дописів у відповідних блогах, таких як блог кінокритика Роджера Еберта (відомого шанувальника Дарвіна), обчислювалася сотнями.

## Рецензії на фільм
Фільм отримав неоднозначні відгуки критиків. Агрегатор рецензій Rotten Tomatoes повідомляє, що 46 % критиків дали фільму позитивну рецензію на основі 92 рецензій із середньою оцінкою 5,5/10:
Цей фільм-біографія Чарльза Дарвіна напрочуд безпристрасний, але «Походження» містить деякі з найкращих робіт режисера Джона Еміеля, а гру Пола Беттані не можна пропустити.
На основі 28 оглядів Metacritic присвоїв оцінку 51/100, що означає «змішані або середні відгуки».
У «Нью-Йорк Таймс» А. О. Скотт писав, що «фільм використовує псевдопсихологічну трагедію, яка є стандартною народною релігією біографії фільму, і підриває його інтерес до розуму, захоплюючись емоційним поп-окультизмом».
Кінокритик Філіп Френч з The Observer назвав фільм «Складною, правдивою роботою, яка відповідає теоріям Дарвіна та їхнім наслідкам», тоді як його колега, кінокритик Пітер Бредшоу в The Guardian написав: «Цей ніжний, щирий і добре зіграний фільм про Чарльза Дарвіна та його особисті муки, що передували публікації „Про походження видів“ у 1859 році, не цурається проблем. Але він персоналізує їх і поміщає у новий контекст».
У The Daily Telegraph кінокритик Тім Робі висловив думку: «Беттані має геніальний талант відволікати і занурювати в мрії, розумно ведучи фільм у свої душевні спогади і виводячи з них. Лише фінальний кадр батька і доньки, що йдуть рука об руку, здається сентиментальною помилкою — надто сильний дотик у сумній, пошуковій роботі про неохочу працю над великою ідеєю». У Screen International старший кінокритик Фіоннуала Халліган написала: «Беттані, безсумнівно, є головним надбанням фільму: фізично та емоційно переконливий в ролі Дарвіна в дуже непростій ролі. Основне завдання Аміеля — змусити глядачів повірити в їхню історію: батьки 10 дітей, видатні вікторіанці з незвичайною відданістю своєму потомству, автор книги, яка змінила світ.».
Пишучи в The Hollywood Reporter, кінокритик Рей Беннет сказав: «Найбільше досягнення Аміеля полягає в тому, що „Походження“ є глибоко людяним фільмом з моментами справжньої легкості та піднесеного настрою, які супроводжуються глибокими роздумами».